# Obernai
Obernai é uma comuna francesa na região administrativa de Grande Leste, no departamento Baixo Reno. Estende-se por uma área de 25,76 km². Em 2010 a comuna tinha 11 799 habitantes (densidade: 458 hab./km²).
Aqui terá nascido Odília da Alsácia, em 660, e que é venerada como sendo a Padroeira da Alsácia pela Igreja Católica.